# Natasha Kiss
Natasha Kiss (Cairo Montenotte, Italia; 21 de marzo de 1973) es una actriz pornográfica retirada, directora y productora italiana.

## Biografía
Nació en la ciudad de Cairo Montenotte, situado en el territorio de la Provincia de Savona, en Liguria (Italia), en marzo de 1973 con el nombre de Michelle Conti. No se sabe mucho de su vida antes de 1999, año en que, a sus 26 años, entra en la industria pornográfica.
En 2004, fue nominada al Premio Ninfa a la Mejor actriz del Festival Internacional de Cine Erótico de Barcelona.
Además de su faceta como actriz, destacó su visión como directora, grabando más de una veintena de largometrajes eróticos. Desarrolló también una productora llamada Natasha Kiss Communications (NKC).
Se retiró en 2009 con un total de 64 películas como actriz y otras 23 como directora. Algunos de sus trabajos destacados como actriz son Gola Profonda o Who Fucked Rocco.
En mayo de 2011 afirmó en una entrevista en el rotativo italiano Corriere della Sera que había mantenido diversas relaciones sexuales con el expresidente del FMI Dominique Strauss-Kahn, quien pedía que le llamara con el apelativo de Genghis Khan. Sus declaraciones salieron pocos días después del estallido del caso Strauss-Kahn.

## Premios y nominaciones
| Año  | Ceremonia                                           | Resultado | Premio       | Trabajo |
| ---- | --------------------------------------------------- | --------- | ------------ | ------- |
| 2004 | Festival Internacional de Cine Erótico de Barcelona | Nominada  | Mejor actriz | —       |